# Bárcena
Bárcena ist ein Vulkan im Süden der zu Mexiko gehörenden Insel San Benedicto. Er erreicht eine Höhe von 332 m. Der konische Vulkan vom Typ Aschenkegel weist einen nahezu kreisrunden Krater mit einem Durchmesser von etwa 700 m auf.
Der letzte und zugleich einzige bekannte Ausbruch des Vulkans begann am 1. August 1952 und endete rund ein halbes Jahr später am 24. Februar 1953.